# Župnija Sv. Urban - Destrnik
Župnija Sv. Urban - Destrnik je rimskokatoliška teritorialna župnija, dekanije Ptuj, Ptujsko-Slovenjegoriškega naddekanata, ki je del nadškofije Maribor.
Tukaj se je 1803 sestala Svetourbanska akademija.

## Sakralni objekti
- Cerkev sv. Urbana, Destrnik (župnijska cerkev)